# Renault Initiale Paris (2013)
Pour les articles homonymes, voir Renault Initiale.
Le Renault Initiale Paris est un concept de monospace aux allures de SUV exposé au salon de l'automobile de Francfort en 2013, doté de portes à ouverture antagoniste.

## Présentation
Présentée pour la première fois au salon de l'automobile de Francfort en septembre 2013, le Renault Initiale Paris est un concept-car crée par les équipes de Laurens van den Acker, il annonce l'arrivée de la Renault Espace V présenté au Mondial de l'automobile de Paris 2014.
Le Renault Initiale Paris de 2013 est le second concept-car à porter ce nom pour la marque au losange, un précédent concept avait été présenté en 1995 au salon international de l'automobile de Genève, il s'agissait alors d'une berline de luxe.
Le Renault Initiale Paris a participé au Concours d'Élégance du Chantilly Arts & Elegance Richard Mille 2014.

## Caractéristiques
Le concept-car est motorisé par un quatre cylindres diesel d'une cylindrée de 1,6 litre et de 130 ch, accouplé à une boîte double embrayage EDC à 6 rapports fournie par Getrag. Il est équipé de roues de 22 pouces et d'un système audio à 32 haut-parleurs conçu par Bose.